# Châteauneuf-les-Martigues
Châteauneuf-les-Martigues è un comune francese di 11 450 abitanti situato nel dipartimento delle Bocche del Rodano della regione della Provenza-Alpi-Costa Azzurra.

## Società

### Evoluzione demografica
Abitanti censiti

## Amministrazione

### Gemellaggi
- Valmadrera, dal 2000